# ペーター・アルムブルスター
ペーター・アルムブルスター（Peter Armbruster、1931年7月25日 - 2024年6月26日）は、重イオン研究所のドイツ人物理学者であり、研究パートナーのゴットフリート・ミュンツェンベルクとともに、107番から112番の元素（ボーリウム、ハッシウム、マイトネリウム、ダームスタチウム、レントゲニウム及びコペルニシウム）を発見した。
バイエルン州のダッハウで生まれ、シュトゥットガルト大学とミュンヘン工科大学で学んだ。1961年にミュンヘン工科大学でハインツ・マイアー＝ライブニッツの下、博士号を取得した。主な研究分野は、物質中の重イオンの核分裂や相互作用、核分裂物質のビームの原子物理学である。1965年から1970年まで、ユーリッヒの研究センターで研究を行い、1971年から1996年には、ダルムシュタットの重イオン研究所でシニアサイエンティストとして働いた。1989年から1992年には、グルノーブルのラウエ・ランジュヴァン研究所のリサーチディレクターを務めた。1996年からは、核破砕反応や核分裂反応による放射性廃棄物の焼却のプロジェクトに関わっている。
1968年にはケルン大学の客員教授となり、1984年からは、ダルムシュタット工科大学の教授を務めている。
その研究業績に対し、1988年に英国物理学会とドイツ物理学会から授与されたマックス・ボルン・メダル、1997年にドイツ物理学会から授与されたシュテルン＝ゲルラッハ・メダルを含め、多くの賞を受賞している。1997年にはアメリカ化学会から、非アメリカ人としては非常に稀な'Nuclear Chemistry Award'を授与された。
2024年6月26日に死去。92歳没。